# Чеканов, Евгений Васильевич
Евгений Васильевич Чеканов — советский хозяйственный, государственный и политический деятель, Герой Социалистического Труда.

## Биография
Родился в 1927 году в селе Верхняя Ивановка Самарского уезда. Член КПСС.
С 1948 года — на хозяйственной, общественной и политической работе. В 1948—1993 гг. — учётчик, агроном машинно-тракторной станции, председатель колхоза имени Димитрова (село Краснояриха), председатель Кутузовского райисполкома, секретарь Кошкинского райкома КПСС, инструктор Куйбышевского обкома партии по сельскому хозяйству, директор совхоза «Дружба» Кошкинского района Куйбышевской области, инженер по новой технике в районном управлении сельского хозяйства.
Указом Президиума Верховного Совета СССР от 8 апреля 1971 года присвоено звание Героя Социалистического Труда с вручением ордена Ленина и золотой медали «Серп и Молот».
Делегат XXIV и XXVII съездов КПСС.
Умер в Самарской области в 2000 году.